# 李秋 (人大代表)
李秋（1963年8月—），女，汉族，重庆九龙坡人，中华人民共和国医生、政治人物，中国民主同盟中央委员会常务委员，第十二届、第十三届全国人民代表大会重庆地区代表。

## 生平
毕业于重庆医科大学儿科学专业。擔任重庆医科大学附属儿童医院副院长。
2013年，担任全国人大代表。2018年2月24日，当选为第十三届全国人大代表。